# Centre de fermentation des tabacs de Benfeld
Le centre de fermentation des tabacs est un monument historique situé à Benfeld, dans le département français du Bas-Rhin.

## Localisation
Ce bâtiment est situé rue du Château à Benfeld.

## Historique
Avant le XIXe siècle, le site est occupé par un château appartenant à l’évêché de Strasbourg. Il est acheté en 1811 par la régie des tabacs, qui l’utilise comme dépôt. Vers le milieu du XIXe siècle, l’espace y étant devenu insuffisant, il est décidé de raser le château pour construire un centre de fermentation où le tabac provenant directement des plantations de la région pourra être stocké en attendant son traitement à la manufacture des tabacs d’Obernai. La construction se déroule entre 1853 et 1855 sous la direction de l’architecte de la régie des tabacs André Weyer. Endommagé par un incendie en 1918, le bâtiment est réparé avec des changements mineurs. L’activité industrielle cesse sur le site en 1988 et les bâtiments sont rachetés par la commune et inscrits au titre des monuments historiques la même année,.

## Architecture
Le site comprend deux bâtiments. Le plus grand est le bâtiment de préparation, qui prend la forme d’un quadrilatère s’élevant sur quatre niveaux, avec une cour fermée au centre. À l’entrée du site se trouve le bâtiment administratif, qui sert également de porche.

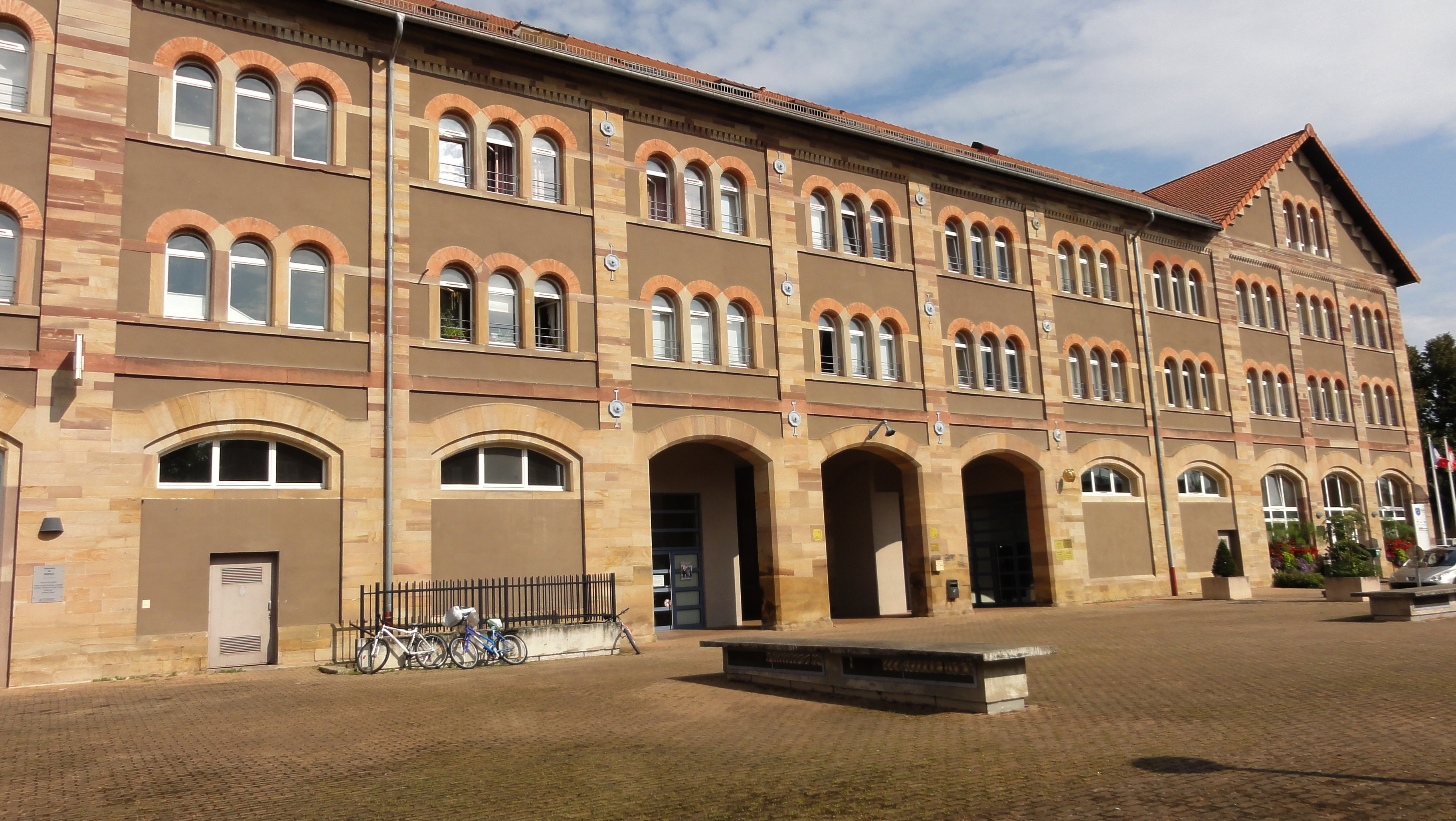
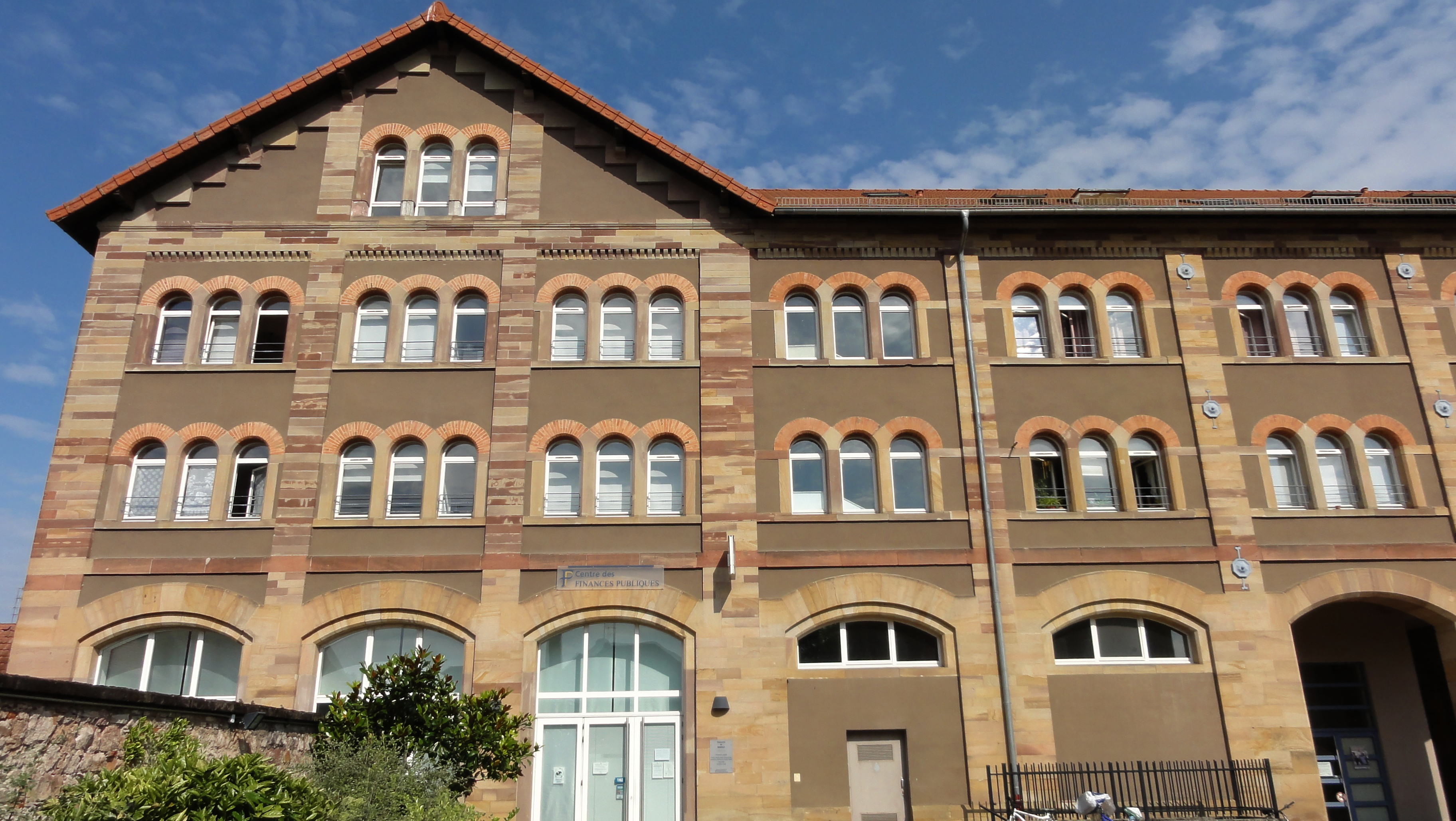
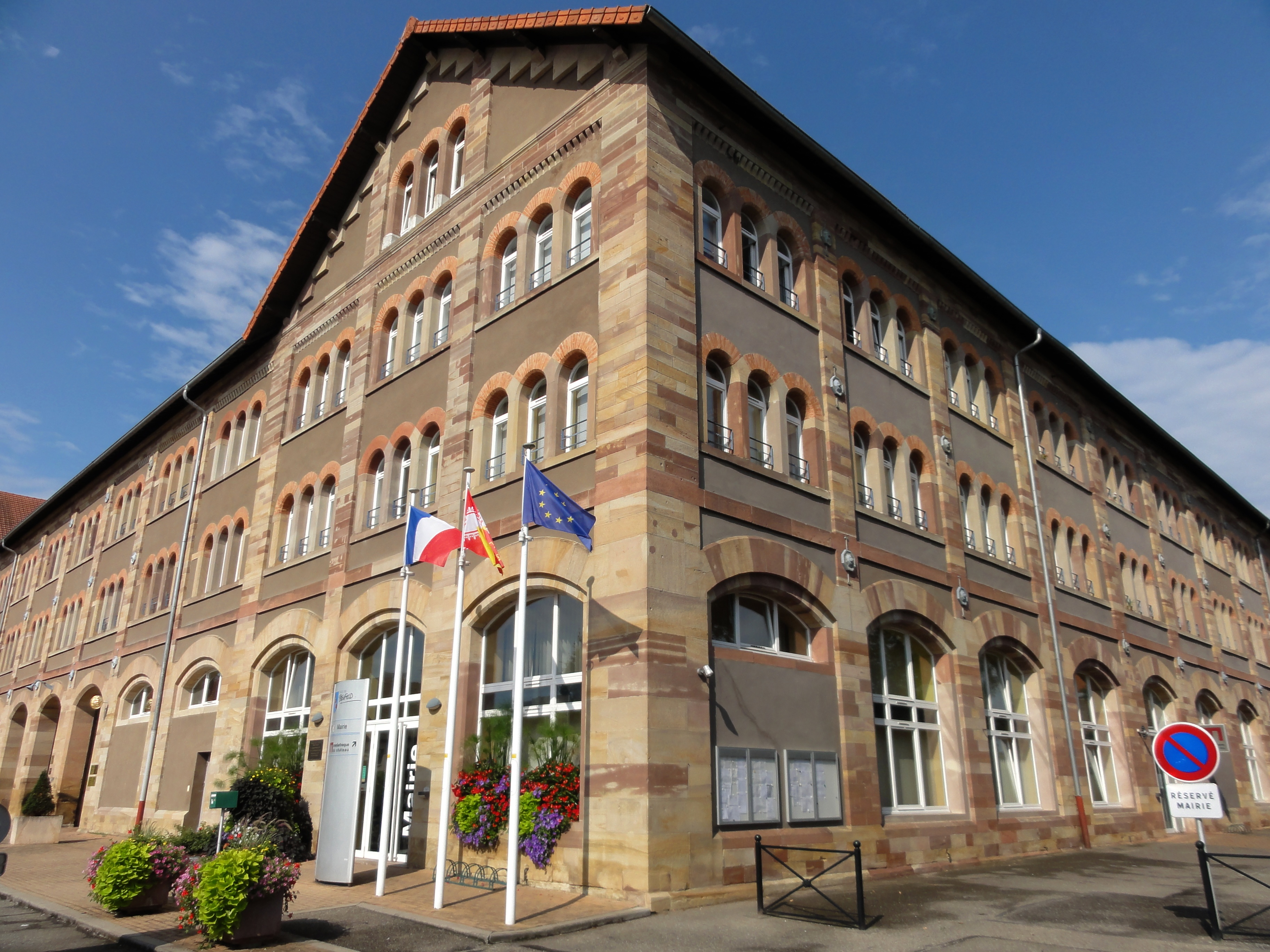
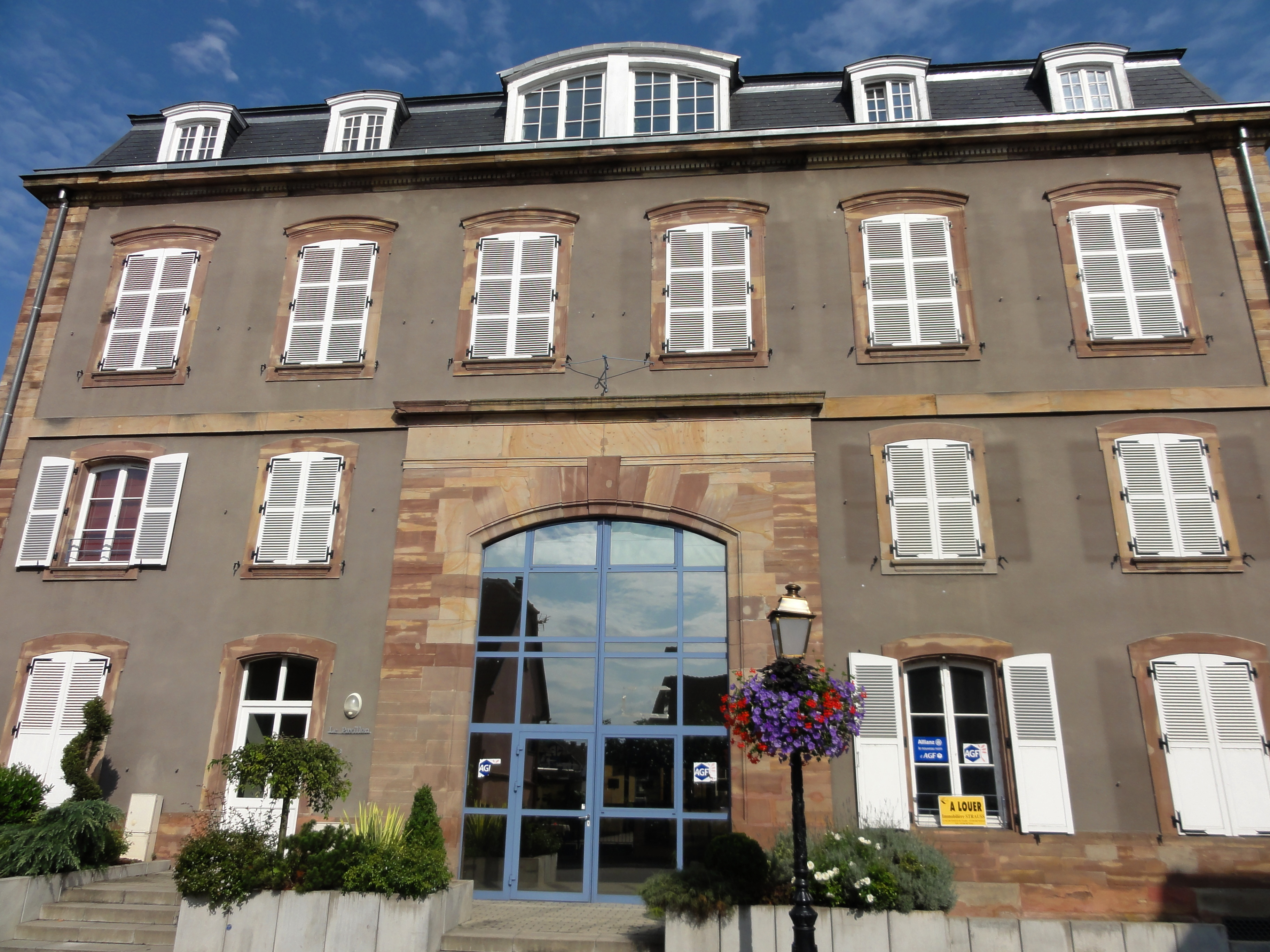